# Ubuntu Software Center
Ubuntu Software Center (укр. Центр програмного забезпечення Ubuntu) — це комп'ютерна програма для перегляду, встановлення та вилучення програмного забезпечення операційної системи Ubuntu. Ubuntu Software Center можна також використовувати для додавання репозиторіїв. Програма написана мовою програмування Python. До того мала назву Ubuntu Software Store.

## Історія та розробка
У 2009 році спільнота розробників Ubuntu вирішила об'єднати та централізувати систему управління пакунками. Починаючи з версії Ubuntu 9.10 Software Center замінив 5 раніше використовуваних програм. Починаючи з версії 3.0 до Software Center додана можливість купування платних застосунків і можливість встановлення deb пакунків через інтерфейс програми.

## Різне
Для запуску з терміналу можна використовувати:
```
sudo software-center --enable-lp
```